# 정치적 자유주의

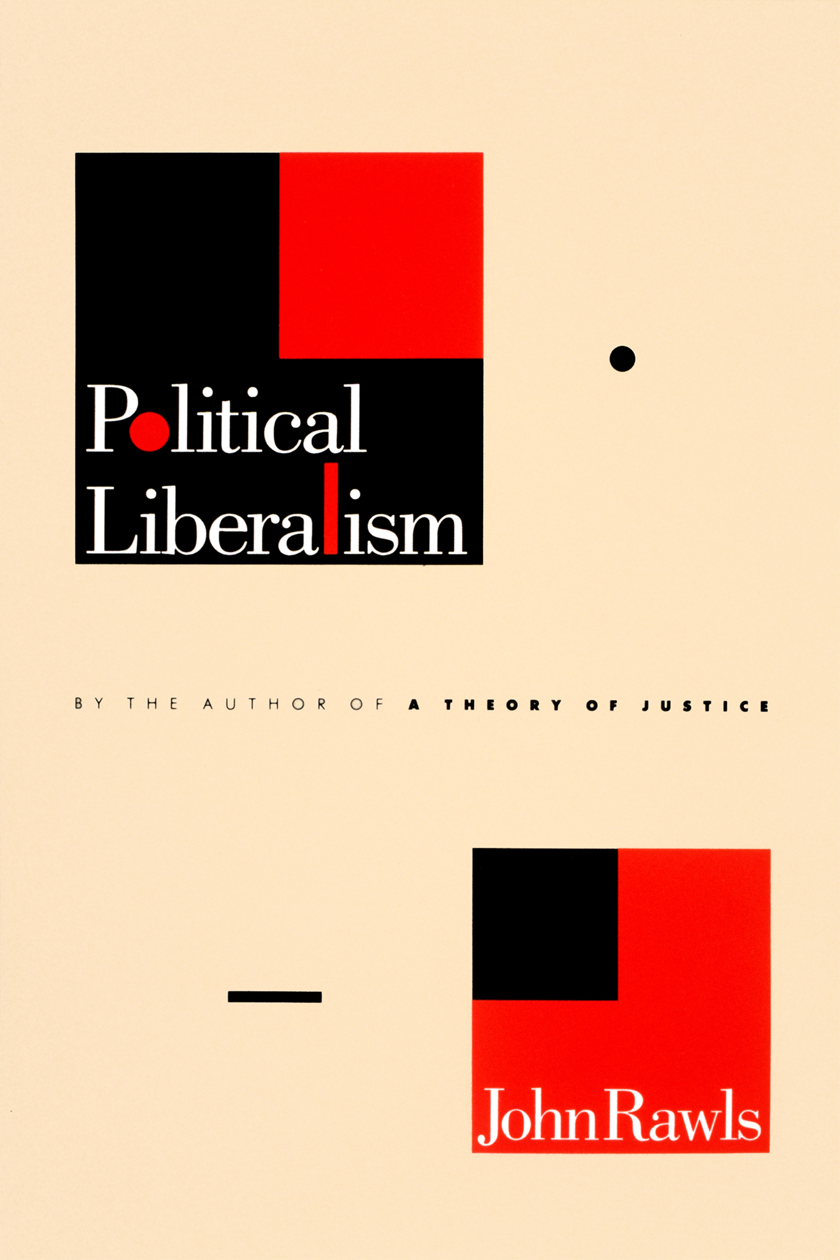

《정치적 자유주의》(Political Liberalism)는 미국 철학자 존 롤스가 1993년에 저술한 책으로, 그의 이전 저서인 《정의론》(1971)을 업데이트한 것이다. 그것은, 그는 자신의 정의 이론이 "좋음에 대한 포괄적인 교설"이 아니라 정의에 대한 자유주의적 관념이라는 것, 즉 정부가 좋음의 개념에 대해 중립적이어야 한다는 것을 보여주기 위한 시도이다. 롤스는 적절하게 이해된 정의의 두 가지 원칙이 합리적인 다원주의의 조건하에서도 모든 합리적인 개인이 지지할 "권리 이론"(선 이론과 반대되는)을 형성한다는 것을 보여주려고 시도한다. 그가 이것을 증명하는 메커니즘을 " 중첩적 합의 "라고 한다. 여기에서 그는 또한 공적 이성에 대한 자신의 생각을 발전시킨다.
이 책의 확장판이 2005년에 출판되었다. 여기에는 추가 서문, "재검토된 공공 이성의 아이디어"(1997) 에세이가 포함되어 있다. – 약 60페이지 – 그리고 새로운 자료에 대한 색인이 있다.

## 같이 보기
- 미국 철학